# Провулок Костя Гуслистого
Провулок Костя Гуслистого - провулок в Голосіївському районі міста Києва, масив Теремки. Пролягає від вулиці Юрія Немирича до вулиці Олени Апанович.

## Історія
Виник наприкінці 2010-х під проєктною назвою провулок Проєктний 12974. Назва — на честь дослідника історії України середніх віків, української культури та етнографії Костя Гуслистого - з 2019 року.